# مارمولک‌ماهی استرالیایی
مارمولک‌ماهی استرالیایی (نام علمی: Halosaurus pectoralis) نام یک گونه از تیره مارمولک‌ماهی است.